# Le Tremplin (festival)

Ancien logo du Festival Le Tremplin

Le Tremplin est un festival annuel de chansons et d'humour qui est présenté dans la ville de Dégelis, dans la région du Témiscouata au Québec.
Fondé en 2000 par France M. Lavoie, la mission du festival est de «faire découvrir les artistes de la relève dans les domaines de la chanson et de l’humour et favoriser le développement culturel, économique et touristique de la région» .
Les inscriptions se font de décembre à la fin février. Les auditions ont lieu en mars et les spectacles au mois de mai

## Artistes en compétition
Les personnes gagnantes sont identifiées en gras
| Année     | Auteur-compositeur-interprète (13 ans et +)                                                   | Interprète (18 ans et +)                                                                        | Interprète (13-17 ans)                                                           | Humour (13 ans et +) | Trampoline (12 ans et -)                                                |
| --------- | --------------------------------------------------------------------------------------------- | ----------------------------------------------------------------------------------------------- | -------------------------------------------------------------------------------- | --- | ----------------------------------------------------------------------- |
| 2019      | Camel Arioui Frédéric Dufour Guillaume Lecompte Yvon Lévesque Yoann Guay Arnaud Quintal-Émard | Dominic Baker Marie Boismenu-Gagnon Myriam Deroy Dominik Deschamps Denis Lavigne Anthony Martin |                                                                                  | |                                                                         |
| 2020/2021 |                                                                                               |                                                                                                 | Xavier Blouin Marc-Antoine Delage Léo Giroux Sorrene Kaëlla Sylvain Claudia Thom | | Alia Blouin Louis-François Dumont Adrien Hamel Jade Mathieu Mia Tinayre |
| 2022      |                                                                                               |                                                                                                 |                                                                                  | Steve Biko Guillaume Boldock Sarah Boulais Maxime Gagnon Olivier Picard Pierre-Luc Racine Marie-Hélène Racine-Lacroix Antoine Véronneau (2) |                                                                         |